# Зморшок товстоногий
Зморшок товстоногий (Morchella crassipes) — рідкісний вид грибів роду зморшок (Morchella). Гриб класифіковано у 1801 році.

## Будова
Горбкувата порожниста ламка жовтувато-біла ніжка потовщується до низу. Плодове тіло велике, товсте, заввишки до 23,5 см. Шапинка 5–8,5 см заввишки, діаметром 3–5, до 10 см, жовтувато-сірувата, широкояйцеподібна або овальна, до циліндрично-конічної, з глибокими виїмками, край прирослий до ніжки. Ніжка 4–17×4–8 см, жовтувато-біла, горбкувата, з поздовжніми нерівними борозенками, потовщується в апікальній частині і до низу, порожниста, ламка. Сумки 200–215×22 мкм, 8-спорові, циліндричні. Спори 20–30×12–18 мкм, еліпсоїдні, гладенькі, світло-жовтуваті. Споровий порошок кремовий. Парафізи ниткоподібні, на верхівці розширені. Плодові тіла з’являються у квітні — травні. Гумусовий сапротроф.

## Життєвий цикл
Плодові тіла з'являються у квітні — травні. Трапляється поодинці або в групах по 2-4 плодових тіл.

## Поширення та середовище існування
Західна та Центральна Європа, Північна Америка. В Україні відомий з Правобережного, Харківського Лісостепу та Гірського Криму. Росте у листяних лісах з граба, клена, ясена і тополі, на багатому органічними речовинами ґрунті, часто вкритому мохом.

## Ареал Існування
Ареал виду та його поширення в Україні: Зх. Європа, Центральна Європа (Україна), Пн. Америка. В Україні відомий з Правобережного Лісостепу (пд. окол. Києва, Канівські дислокації, Чорний ліс північніше м. Знам’янки Кіровоградської обл.), Харківського Лісостепу (Тростянецький р-н) та Гірського Криму (Бахчисарайський р-н). Адм. регіони: Кв, Чк, Кд, Хр, Кр.

## Природоохоронний статус
Включений до третього видання Червоної книги України (2009 р.).
Розмноження та розведення у спеціально створених умовах: зберігається в колекції культур шапинкових грибів Інституту ботаніки ім. М.Г. Холодного НАН України.

## Зміна чисельності
Не досліджено ще.

## Наукове значення
Рідкісний вид, що займає проміжне становище між Morchella vulgaris (Pers.) Boud. та М. esculenta (L.) Pers., найбільший серед зморшків.